# Brijes 3D
Brijes 3D es una película de animación mexicana de aventuras de 2010, dirigida por Benito Fernández, escrita por Luis Antonio Ávalos y producida por Ithrax Producciones y Santo Domingo Animation, a partir de una idea e historia de Ricardo González Duprat. Fue la primera película animada mexicana lanzada en 3D estereoscópico.
Esta película fue lanzada por Videocine en México el 16 de septiembre de 2010 en el marco de los festejos por el Bicentenario de la Independencia y el Centenario de la Revolución, los cuales fueron celebrados de forma paralela por esa época.
La película fue distribuida en Estados Unidos por Synkronized bajo el título Guardians of the Lost Code (Guardianes del código perdido).

## Argumento
Durante una excursión al museo de historia, los estudiantes Freddy, Atzi y Kimo descubren un disco de piedra llamado Codex en una sala de almacenamiento, y el Brije dentro de ellos les revela que son las tres personas elegidas para restaurar la alianza ancestral entre humanos y brijes, una alianza que se fracturó con el surgimiento de la ciencia y la tecnología.
Los brijes son espíritus animales mágicos que han estado en contacto con los seres humanos desde el comienzo de los tiempos. Todos los humanos tenían un brije; el humano se preocupa por su brije y viceversa. Cuando el humano cumplía 13 años, un chamán humano les enseñaba a ambos una técnica de unión que les permitió sincronizarse y transformarse en una forma guerrera, obteniendo una fuerza extraordinaria para realizar diversos actos de heroísmo. Desafortunadamente, con el nacimiento de la ciencia y la tecnología modernas, esta unión fue cortada lentamente a medida que los humanos dejaban de creer en la magia, con resultados trágicos. Los Brije en el Codex se crearon y sellaron dentro de él para proteger el conocimiento de la técnica de unión de la forma guerrera de las fuerzas de la oscuridad que la buscan.
Para cumplir esta misión, el Codex presenta a los elegidos sus respectivos brijes (Hopper, Cloko y Bri) y les muestra pistas que los llevarán a encontrar la pieza faltante de la misma para activarla, todo mientras luchan contra las fuerzas de la oscuridad. 

## Voces
- José Toledano como Freddy.
- Alondra Hidalgo como Atzi.
- Miguel Calderón como Kimo.
- Héctor Emmanuel Gómez como Hopper y la forma guerrera de Freddy.
- Óscar Flores como Cloko y la forma guerrera de Kimo.
- Karla Falcón como Bri y la forma guerrera de Atzi.
- José Luis Orozco como Elmer.
- Emilio Treviño como Zompul Balam.
- Édgar Vivar como la forma guerrera de Zompul Balam.
- Carlos Espejel como Púas.
- Jesse Conde como Colmillos y la forma guerrera de Púas.[3]

## Producción

### Animación
La película usa principalmente animación 2D tradicional combinada con elementos CGI y de 3D tradicional. La animación fue realizada principalmente por Ithrax Producciones, sin embargo, el trabajo se hizo en colaboración con diferentes estudios mexicanos, entre ellos Jugando en serio, estudio que realizó cerca de 20 de minutos de animación.